# Tretja egipčanska dinastija
Tretja dinastija Starega Egipta je bila hkrati prva dinastija Starega egipčanskega kraljestva. V Starem kraljestvu so vladale tudi Četrta, Peta in Šesta dinastija. Prestolnica kraljestva je bil Memfis. 

## Pregled
Po nemirnih zadnjih letih vladavine Druge dinastije, v katerih je bila verjetno tudi državljanska vojna, je v Egiptu zavladal Džoser, prvi kralj iz Tretje dinastije. Torinski in Abiški seznam kraljev omenjata pet kraljev, medtem ko Sakarski seznam kraljev omenja samo štiri. 
Torinski seznam kraljev omenja Nebko, Džoserja, Džosertija, Hudžefo I. in Hunija. 
Abiški seznam kraljev omenja Nebko, Djoserja, Tetija, Sedjesa in Neferkareja.
Sakarski seznam kraljev omenja Djoserja, Djosertetija, Nebkareja in Hunija.
Arheološki dokazi kažejo, da je Kasekemvija,  zadnjega vladarja iz Druge dinastije, nasledil Džoser, ki je bil takrat dokazan samo z njegovim Horovim imenom Netjerikhet. Džoserjev naslednik je bil Sekemket z nebti imenom Džoserti. Zadnji kralj dinastije je bil Huni. V Tretji dinastiji so znana tudi Horova imena Sanakt, Kaba in morda Kahedžet. Eden od njih je imel nebti ime Nebka.
Datiranje Tretje dinastije je problematično. Shaw trdi, da je vladala približno od 2686 do 2613 pr. n. št. Torinski seznam kraljev pripisuje Tretji dinastiji skupaj 75 let vladanja.  Baines in  Malek sta Tretjo dinastijo umestila v obdobje  2650–2575 pr. n. št., medtem ko sta jo Dodson in  Hilton umestila v obdobje 2584–2520 pr. n. št. Ocene, ki se razlikujejo za več kot stoletje, niso neobičajne.

## Vladarji
Kralji Tretje dinastije so vladali pribižno 75 let. Njihov vrstni red je povzet po Wilkinsonu, dolžina njihove vladavine pa po Dodsonu in Hiltonu. Slednja pripisujeta Tretji dinastiji samo 64 vladarskih let.
| Horovo ime               | Osebno   | Leta vladanja | Pokop                                | Soproga                 |
| ------------------------ | -------- | ------------- | ------------------------------------ | ----------------------- |
| Netjerihet               | Džoser   | 19            | Sakara                               | Hetephernebti           |
| Sekemket                 | Džoserti | 6             | Sakara: grobna pirmida               | Džeseretnebti           |
| Sanakt                   | Nebka    | 19            | Abydos ?                             |                         |
| Kaba                     | Teti     | 6             | Zawyet el'Aryan: Večplastna piramida |                         |
| Nezanesljivo, Kahedžet ? | Huni     | 24            | Meidum ?                             | Džefatnebti Meresank I. |

Za prvega kralja Tretje dinastije Maneto šteje Neherfesa, medtem ko je na Torinskem seznamu kraljev prvi Nekva (Sanakt). Številni sodobni egiptologi so prepričani, da je bil prvi Džoser, ker Vestkarjev papirus kaže, da je Nebka vladal med Džoserjem in Hunijem in ne pred Džoserjem. Bolj pomembno je, da so na vhodu v Kasekemvijevo grobnico v Abidu oskrili pečat z Džoserjevim imenom, ki kaže, da je Kasekemvija pokopal in nasledil Džoser in na Sanakt. Na Torinskem seznamu kraljev je Džoserjevo ime napisano z rdečim črnilom, kar kaže na njegov pomen v egipčanski kulturi. Džoser je vsekakor najbolj znan kralj iz Tretje dinastije, predvsem zaradi Stopničaste  piramide, katero je zanj zgradil njegov vezir Imhotep. Nekateri znastveniki  so prepričani, da je Imhotep živel med Hunijevo vladavino. 
Kralj Sekemket je malo znan. Za kralja  Kabo se domneva, da je zgradil Večplastno piramido v Zawyet el'Aryanu.